# Podotenus erosus
Podotenus erosus är en skalbaggsart som beskrevs av Wilhelm Ferdinand Erichson 1842. Podotenus erosus ingår i släktet Podotenus och familjen Aphodiidae. Inga underarter finns listade i Catalogue of Life.